# Eduard Vogel von Falckenstein
Eduard Ernst Friedrich Hannibal Vogel von Fal(c)kenstein (né le 5 janvier 1797 à Breslau † 6 avril 1885 au château de Dolzig (de), arrondissement de Sorau (de) (Basse-Lusace, province de Brandebourg) était un général d’infanterie prussien.

## États de service
Fils de Hannibal Vogel von Falckenstein (1750–1808), lui-même général d'infanterie, il s'engagea en 1813 comme volontaire dans un régiment de chasseurs de l’armée prussienne et s'illustra lors de la bataille de Montmirail (1814), ce qui lui valut d'être décoré de la croix de fer, qui venait tout juste d'être créée. Vogel von Falckenstein épousa le 9 avril 1829 Louise Gärtner (née le 21 janvier 1813 à Berlin; † 24 août 1892 à Gut Dolzig) à Treuenbrietzen (province de Brandebourg). Promu enfin commandant en 1841, il fut blessé au cours d'un combat de rue lors de la révolution de Mars (1848) à Berlin. Il fut transféré dans le Holstein, nommé commandant du bataillon de tirailleurs de la Garde (de) et en 1850 chef d’État-major du 3e corps d'armée.
Promu successivement colonel (1851), puis général de brigade (Generalmajor) (1855), il reçut le commandement de la 3e brigade d'infanterie de la Garde, qui était le corps d'élite de l’armée prussienne pour cette arme. De 1856 à 1858 il exerça la charge de directeur du département « Économie » du ministère de la Guerre. Promu Generalleutnant (1858) , il fut mis à la tête de la 5e, puis de la 2e division de la Garde.
Lorsqu'éclata la guerre des Duchés, Vogel von Falckenstein était depuis décembre 1863 chef d’État-major des forces coalisées austro-prussiennes et général commandant d'un des corps de l'armée du maréchal Frédéric von Wrangel. Le 22 avril 1864, von Falckenstein reçut la médaille « Pour le Mérite » et le 30 avril fut nommé gouverneur militaire du Jutland. La guerre terminée, il reçut le commandement du 7e corps d'armée, puis fut promu général (1865).
Au cours de la guerre austro-prussienne (1866), il était commandant en chef de l’Armée du Main, chargé des opérations du front ouest. Dès le lendemain de la déclaration de guerre, il fondit sur Hanovre, s'empara des approvisionnements de l'ennemi et, malgré une défaite tactique à Langensalza, força les Hanovriens à la capitulation le 29 juin. Nommé général commandant du 1er corps d'armée, il défit au cours d'une succession de combats les armées d'Allemagne du Sud et défila le 16 juillet dans Francfort-sur-le-Main. Mais simultanément, les différends avec le quartier-général de l'armée prussienne se multipliaient, ce qui amena à sa mutation en Bohême au poste de gouverneur-général : il dut passer la main à l'un de ses aides de camp, le général von Manteuffel.
En reconnaissance de ses états de service, il fut gratifié d’une rente d'un montant appréciable.
En 1867, la circonscription de Kœnigsberg le porta au Reichstag de la confédération de l'Allemagne du Nord ce qui fit de lui, à la rentrée parlementaire de 1868, un député du Zollparlament.
Mis hors des cadres des officiers de l'armée prussienne depuis 1868, Vogel von Falckenstein occupa au cours de la guerre franco-allemande de 1870 les fonctions de gouverneur militaire des côtes d’Allemagne, avec résidence à Hanovre. À ce titre, il organisa la défense des côtes de la Baltique et mit sur pied une réserve de fantassins de marine (Seewehr) formée de volontaires. Admis à la retraite en 1873, il se retira dans son domaine de Dolzig. En hommage à sa carrière, le 56e régiment d'infanterie de Wesel reçut son nom (1889).
Son fils aîné, Maximilian, deviendra lui-même général d’infanterie.